# دان هودسون
دان هودسون (26 فبراير 1990 في المملكة المتحدة - ) (بالإنجليزية: Dan Hodgson)‏ هو لاعب كريكت بريطاني. لعب مع نادي مقاطعة يوركشاير للكريكت ‏.

## وصلات خارجية
- دان هودسون على موقع إي آس بي آن كريك إنفو (الإنجليزية)